# Стивенсон, Джон Альберт
Джон Альберт Стивенсон (англ. John Albert Stevenson; 1890—1979) — американский миколог и фитопатолог.

## Биография
Джон Альберт Стивенсон родился 16 июля 1890 года в городе Вунсокет штата Южная Дакота в семье Томаса Джефферсона и Адды Весткотт Стивенсон. В 1908 году поступил в Миннесотский университет, где получил степень бакалавра. С 1921 по 1924 учился в Университете Джорджа Вашингтона. В 1913 году Стивенсон стал работать в Университете Пуэрто-Рико. Основал и был главным редактором двух научных журналов — Journal of Agriculture of Puerto Rico и Revista de Agricultura de Puerto Rico. В 1914 году Стивенсон женился на своей однокласснице, Кэтрин Женевьев Томпсон. В 1918 году Джон Стивенсон с семьёй переехал в Вашингтон. Затем работал в Смитсоновском институте. В июле 1960 года Стивенсон ушёл на пенсию. Джон Стивенсон скончался в Виргинии 30 октября 1979 года.
Джон Стивенсон был членом нескольких научных обществ США: Ботанического общества Америки (с 1915), Ботанического общества Вашингтона (с 1919), Вашингтонской Академии наук (с 1930), Микологического общества США (с 1933) и других.

## Виды грибов, названные в честь Дж. Стивенсона
- Corticium stevensonii Burt, 1926
- Psathyrella stevensonii Murrill, 1918
- Septobasidium stevensonii Couch ex L.D.Gómez & Henk, 2004